# Cosinus
Pour les articles homonymes, voir Cosinus (homonymie).
En mathématiques, le cosinus d'un angle non droit d'un triangle rectangle est le rapport de la longueur du côté adjacent par la longueur de l'hypoténuse. On peut définir plus généralement le cosinus de l'angle entre deux vecteurs d'un espace euclidien.   
La fonction cosinus est une fonction mathématique paire de variable réelle. Elle est habituellement citée en deuxième parmi les fonctions trigonométriques, la première étant la fonction sinus. Elle se déduit de cette dernière par la relation : {\displaystyle \cos x=\sin \left({\frac {\pi }{2}}-x\right)} (le cosinus est le sinus du complémentaire).   
Les fonctions trigonométriques sont habituellement définies à partir du cercle unité, mais des définitions plus modernes les caractérisent par des séries entières ou comme solutions d'équations différentielles particulières, permettant leur extension à des valeurs arbitraires et aux nombres complexes. 
La fonction cosinus est utilisée couramment pour modéliser des phénomènes périodiques comme les ondes sonores ou lumineuses ou encore les variations de température au cours de l'année.

## Définitions

### Cosinus d'un angle géométrique

Cosinus Â = Côté adjacent (noté a) / Hypoténuse (noté h).

Pour définir le cosinus d'un angle {\displaystyle {\widehat {A}}}, noté {\displaystyle \cos {\widehat {A}}}, considérons un triangle rectangle arbitraire qui contient l'angle {\displaystyle {\widehat {A}}}.
Les côtés du triangle rectangle sont appelés :
- l’hypoténuse : c'est le côté opposé à l'angle droit et le côté le plus long du triangle ;
- le côté opposé : c'est le côté opposé à l'angle {\displaystyle {\widehat {A}}} qui nous intéresse ;
- le côté adjacent : c'est le côté qui est une jambe de l'angle {\displaystyle {\widehat {A}}}, qui n'est pas l'hypoténuse.

On notera :
{\displaystyle h} : la longueur de l'hypoténuse ;
{\displaystyle a} : la longueur du côté adjacent.
Alors :
{\displaystyle \cos {\widehat {A}}={\frac {a}{h}}}.
Ce rapport ne dépend pas du triangle rectangle choisi, puisque tous les triangles rectangles avec une même mesure d'angle aigu sont semblables.

### Cosinus de l'angle entre deux vecteurs d'un espace euclidien
Étant donné deux vecteurs non nuls {\displaystyle {\vec {u}},{\vec {v}}} d'un espace euclidien, on définit le cosinus de l'angle {\displaystyle {\widehat {{\vec {u}},{\vec {v}}}}} par la formule : 
{\displaystyle \cos {\widehat {{\vec {u}},{\vec {v}}}}={\frac {{\vec {u}}\cdot {\vec {v}}}{\lVert {\vec {u}}\rVert \lVert {\vec {v}}\rVert }}}
où {\displaystyle {\vec {u}}\cdot {\vec {v}}} est le produit scalaire de {\displaystyle {\vec {u}}{\text{ et }}{\vec {v}}} et {\displaystyle \lVert {\vec {u}}\rVert ={\sqrt {{\vec {u}}\cdot {\vec {u}}}}} la norme de {\displaystyle {\vec {u}}}.
On retrouve des propriétés similaires au cosinus défini par la trigonométrie grâce à l'inégalité de Cauchy-Schwarz.

### Fonction cosinus

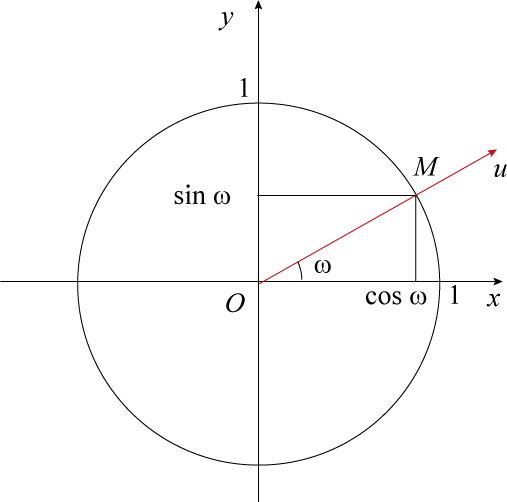
Cercle trigonométrique avec indication du cosinus et du sinus.

#### À partir du cercle unité

Animation montrant le graphique de (où est l'angle en radians) sur le cercle unité.

Le plan euclidien étant rapporté à un système de coordonnées cartésiennes {\displaystyle (Oxy)}, on désigne par cercle unité ou cercle trigonométrique le cercle de rayon 1 centré à l'origine {\displaystyle O}.
Étant donné un réel {\displaystyle \omega }, La demi-droite d'origine {\displaystyle O} {\displaystyle (Ou)} faisant un angle orienté de mesure {\displaystyle \omega } avec {\displaystyle (Ox)} coupe le cercle en un point {\displaystyle M} ; par définition, {\displaystyle \cos \omega } est l'abscisse de {\displaystyle M}.

#### À partir des séries entières
La fonction cosinus peut être définie à partir de la série entière, qui converge pour tout réel {\displaystyle x} :
{\displaystyle \cos x=\sum _{n=0}^{+\infty }{\frac {(-1)^{n}}{(2n)!}}x^{2n}}.
Autrement dit, le cosinus de {\displaystyle x} est défini comme la partie réelle de la série exponentielle de {\displaystyle \mathrm {i} x} :
{\displaystyle \cos x={\frac {\operatorname {e} ^{\mathrm {i} x}+\operatorname {e} ^{-\mathrm {i} x}}{2}}}.
Cette définition, jointe à celle analogue du sinus (comme partie imaginaire), est équivalente à la formule d'Euler.

#### Comme solution d'une équation différentielle
La série entière précédente est l'unique solution de l'équation différentielle suivante qui constitue donc une définition équivalente de la fonction cosinus :
{\displaystyle {\begin{cases}\forall x\in \mathbb {R} ,y''(x)=-y(x)\\y(0)=1\\y'(0)=0\end{cases}}}.

## Propriétés

### Périodicité
La fonction cosinus est périodique, de période {\displaystyle 2\pi } :
{\displaystyle \forall x\in \mathbb {R} \quad \cos(x+2\pi )=\cos x}.
Cette propriété découle directement de la définition à partir du cercle unité (voir supra).
Plus précisément, deux nombres réels ont le même cosinus si et seulement si leur somme ou leur différence appartient à {\displaystyle 2\pi \mathbb {Z} }.
Une autre approche consiste à partir de la série entière de l’exponentielle, et à montrer que cette fonction est périodique de période {\displaystyle \mathrm {i} T} pour un certain {\displaystyle T>0}.

### Parité
La fonction cosinus est paire :
{\displaystyle \forall x\in \mathbb {R} \quad \cos(-x)=\cos x}.
Cette propriété se déduit en remarquant que la définition à partir du cercle unité est symétrique par rapport à l'axe des abscisses, et apparaît dans le développement en série entière, qui ne contient que des termes de degrés pairs.

### Réciproque
La fonction cosinus est périodique donc non injective. Aussi, on considère sa restriction à {\displaystyle [0;\pi ]} qui, elle, est bien bijective de {\displaystyle [0;\pi ]} vers {\displaystyle [-1;1]}, et l'on définit alors la fonction réciproque arc cosinus :
{\displaystyle {\begin{matrix}\mathrm {arccos} :&[-1,1]&\to &[0,\pi ]\\&x&\mapsto &\arccos x\end{matrix}}}
qui vérifie donc
{\displaystyle \forall x\in [0,\pi ]\quad \arccos(\cos x)=x} ;
{\displaystyle \forall x\in [-1,1]\quad \cos(\arccos x)=x}.

### Dérivée
La dérivée de la fonction cosinus est l'opposée de la fonction sinus :
{\displaystyle \forall x\in \mathbb {R} \quad \cos 'x=-\sin x}.

### Primitive
Une primitive de {\displaystyle \cos } est {\displaystyle \sin } :
{\displaystyle \forall x\in \mathbb {R} \quad \sin 'x=\cos x}, à laquelle on peut ajouter une constante {\displaystyle C}.
L'ensemble des primitives de la fonction cosinus est donc l'ensemble des fonctions {\displaystyle F} telles que : {\displaystyle F(x)=\sin x+C}, {\displaystyle C\in \mathbb {R} }.

### Limites
Pour tout réel {\displaystyle x}, la fonction cosinus est continue au point {\displaystyle x}, donc sa limite en ce point est {\displaystyle \cos x}.
Du fait de sa périodicité, elle n'a pas de limite en {\displaystyle \pm \infty }.

### Valeurs remarquables

Quelques angles communs sur le cercle unité. Les angles sont indiqués en degrés et en radians, ainsi que leur intersection avec le cercle unité (,).

Les valeurs figurant dans le tableau ci-dessous correspondent à des angles pour lesquels une expression à l'aide de racines carrées est possible, et plus précisément pour lesquels le théorème de Wantzel s'applique ; pour plus de détails, voir l'article Polynôme minimal des valeurs spéciales trigonométriques.
| {\displaystyle x} (angle) | {\displaystyle x} (angle)            | {\displaystyle x} (angle) | {\displaystyle \cos x}                                | {\displaystyle \cos x} |
| ------------------------- | ------------------------------------ | ------------------------- | ----------------------------------------------------- | ---------------------- |
| Degrés                    | Radians                              | Grades                    | Exacte                                                | Décimale               |
| 0                         | 0                                    | 0                         | 1                                                     | 1                      |
| 180                       | {\displaystyle \pi }                 | 200                       | -1                                                    | -1                     |
| 15                        | {\displaystyle {\frac {\pi }{12}}}   | 16 2⁄3                    | {\displaystyle {\frac {{\sqrt {6}}+{\sqrt {2}}}{4}}}  | 0,965925826289068      |
| 165                       | {\displaystyle {\frac {11\pi }{12}}} | 183 1/3                   | {\displaystyle -{\frac {{\sqrt {6}}+{\sqrt {2}}}{4}}} | -0,965925826289068     |
| 30                        | {\displaystyle {\frac {\pi }{6}}}    | 33 1⁄3                    | {\displaystyle {\frac {\sqrt {3}}{2}}}                | 0,866025403784439      |
| 150                       | {\displaystyle {\frac {5\pi }{6}}}   | 166 2⁄3                   | {\displaystyle -{\frac {\sqrt {3}}{2}}}               | -0,866025403784439     |
| 45                        | {\displaystyle {\frac {\pi }{4}}}    | 50                        | {\displaystyle {\frac {\sqrt {2}}{2}}}                | 0,707106781186548      |
| 135                       | {\displaystyle {\frac {3\pi }{4}}}   | 150                       | {\displaystyle -{\frac {\sqrt {2}}{2}}}               | -0,707106781186548     |
| 60                        | {\displaystyle {\frac {\pi }{3}}}    | 66 2⁄3                    | {\displaystyle {\frac {1}{2}}}                        | 0,5                    |
| 120                       | {\displaystyle {\frac {2\pi }{3}}}   | 133 1⁄3                   | {\displaystyle -{\frac {1}{2}}}                       | -0,5                   |
| 75                        | {\displaystyle {\frac {5\pi }{12}}}  | 83 1⁄3                    | {\displaystyle {\frac {{\sqrt {6}}-{\sqrt {2}}}{4}}}  | 0,258819045102521      |
| 105                       | {\displaystyle {\frac {7\pi }{12}}}  | 116 2⁄3                   | {\displaystyle -{\frac {{\sqrt {6}}-{\sqrt {2}}}{4}}} | -0,258819045102521     |
| 90                        | {\displaystyle {\frac {\pi }{2}}}    | 100                       | 0                                                     | 0                      |
| 36                        | {\displaystyle {\frac {\pi }{5}}}    | 40                        | {\displaystyle {\frac {1+{\sqrt {5}}}{4}}}            | 0,8090169944           |
| 54                        | {\displaystyle {\frac {3\pi }{10}}}  | 60                        | {\displaystyle {\frac {\sqrt {10-2{\sqrt {5}}}}{4}}}  | 0,5877852523           |
| 126                       | {\displaystyle {\frac {7\pi }{10}}}  | 140                       | {\displaystyle -{\frac {\sqrt {10-2{\sqrt {5}}}}{4}}} | -0,5877852523          |

La solution de l'équation {\displaystyle \cos x=x} est ipso facto un nombre remarquable, appelé nombre de Dottie.

## Relation avec les nombres complexes
Le cosinus est utilisé pour déterminer la partie réelle d'un nombre complexe {\displaystyle z} donné en coordonnées polaires, par son module {\displaystyle r} et son argument {\displaystyle \varphi } :
{\displaystyle \Re (z)=\Re \left(r\mathrm {e} ^{\mathrm {i} \varphi }\right)=r\cos \varphi }.

### Cosinus avec un argument complexe
La fonction cosinus peut s'étendre sur le domaine complexe, où elle est une fonction entière :
{\displaystyle \forall z\in \mathbb {C} \quad \cos z=\sum _{n=0}^{+\infty }{\frac {(-1)^{n}z^{2n}}{(2n)!}}={\frac {\mathrm {e} ^{\mathrm {i} z}+\mathrm {e} ^{-\mathrm {i} z}}{2}}}.
On a alors : {\displaystyle \cos z=\cos \Re (z)\cosh \Im (z)-\mathrm {i} \sin \Re (z)\sinh \Im (z)}.
En particulier, pour {\displaystyle y\in \mathbb {R} }, on a {\displaystyle \cos(\mathrm {i} y)=\cosh y}, ce qui montre que la fonction cosinus croît exponentiellement sur l'axe imaginaire.